# Touvérac
Touvérac település Franciaországban, Charente megyében. Lakosainak száma 572 fő (2022. január 1.). Touvérac Baignes-Sainte-Radegonde, Boisbreteau, Condéon, Oriolles, Le Tâtre, Bors és Montmérac községekkel határos.

## Népesség
A település népessége az elmúlt években az alábbi módon változott:
| Lakosok száma | 722  | 765  | 643  | 709  | 688  | 685  | 626  | 581  | 565  | 572  |
|               | 1968 | 1982 | 1990 | 2006 | 2013 | 2015 | 2017 | 2019 | 2020 | 2022 |